# Фролов, Дамнин Шагдурович
Дамнин Шагдурович Фролов (22 апреля 1925 — 2 января 1992) — со дня основания и в течение 30 лет (1962-1992) ректор Восточно-Сибирского технологического института в Улан-Удэ, кандидат технических наук (1956), профессор. Председатель Верховного Совета Бурятской АССР седьмого созыва (1967–1971).

## Биография
Родился 22 апреля 1925 года в селе Шанай Тункинского района Бурят-Монгольской АССР в семье скотовода. Работал в колхозе «Улан-Шанай», председателем которого был его отец.
Участник Великой Отечественной войны, призван в ноябре 1942 года — курсант Забайкальского военно-пехотного училища. На фронте с 1943 года — командир стрелкового взвода 236 стрелкового полка 106 стрелковой дивизии, был ранен и с сентября 1944 по январь 1945 проходил лечение в госпитале. С января 1945 – командир минометного взвода и взвода 45 мм пушек 45 стрелкового полка той же 106 стрелковой дивизии. В апреле 1945 года снова получил тяжёлое ранение и до сентября 1946 года находился на излечении в госпитале, демобилизован по инвалидности — инвалид второй группы.
Поступил в Иркутский сельскохозяйственный институт который окончил в 1951 году по специальности инженер-механик. Оставлен при институте, два года вёл преподавательскую работу.
В 1953 году поступил в аспирантуру Московского института механизации и электрификации сельского хозяйства, где через два года защитил кандидатскую диссертацию.
С 1956 года работал старшим преподавателем, доцентом, деканом технологического факультета Бурятского зооветеринарного института.
В 1962 году назначен ректором фактически ещё не существующего Восточно-Сибирского технологического института. Институт был создан на базе технологического и строительного факультетов Бурятского сельскохозяйственного института. Тогда новый институт имел только три небольших учебных корпуса, отсутствовало учебное и лабораторное оборудование, не хватало кадров - во всей Бурятской АССР было только три кандидата технических наук, в т.ч. Д.Ш.Фролов. Если в 1962 году в институте обучались 766 студентов, то в 1972/1973 учебном году их было уже 8 тысяч. К 1972 году штат института насчитывал 485 преподавателей, из которых 134 с учеными степенями и званиями. 
Одновременно с работой ректора неоднократно избирался депутатом Улан-Удэнского городского Совета, в 1967-1971 годах — депутат и председатель Верховного Совета Бурятской АССР, в 1971-1989 годах — член Бурятского обкома КПСС и Улан-Удэнского горкома КПСС.
Умер 2 января 1992 года.

## Награды
Награжден орденами: Трудового Красного Знамени, Дружбы народов, «Знак Почета», Отечественной войны I и II степеней, медалями «За победу над Германией в Великой Отечественной войне», «За доблестный труд в годы Великой Отечественной войны», «Ветеран труда», «За доблестный труд. В ознаменование 100-летия со дня рождения В. И. Ленина».